# جورج دبليو. كرامر
جورج دبليو. كرامر (بالإنجليزية: George W. Kramer)‏ هو مهندس معماري أمريكي، ولد في 1848، وتوفي في 1938.